# Hammarby IF
Hammarby Idrætsforening blev stiftet i 1889, og i 1915 fik de sin egen fodboldklub. I 1918 blev Hammarby slået sammen med klubberne Klara SK og Johanneshovs IF. Klubben er fra Stockholm, og har et Synonym = Bajen. I 2001 vandt de Allsvenskan, det svenske seriemesterskab. Klubben har nogen af de mest dedikerede supportere i Sverige, med supporterklubberne Bajen Fans og Ultra Boys.
Hammarby IF har hjemmebane på Tele2 Arena, og spiller i den svenske række, Allsvenskan.

## Kendte Bajen-fans
- Alexander Skarsgård Skuespiller
- Alice Babs Jazzmusiker/Skuespillerinde
- Björn Borg Forhenværende Tennisspiller
- Eagle-Eye CherryMusiker
- Izabella Scorupco Skuespillerinde
- Jan-Ove Waldner Bordtennisspiller
- Jonas Björkman Tennisspiller
- Magnus Carlson Musiker
- Mick Jones Musiker
- Moneybrother Musiker
- Petter Musiker
- Paolo Roberto Bokser
- Ulf Lundell Forfatter/Rockmusiker
- Lasse Krintel Skuespiller

## Placeringer
- 2000 – 8.
- 2001 – Hammarby får sit første SM-guld.
- 2002 – 9.
- 2003 – Sølv(2.) og en plads i UEFA-cup 2004.
- 2004 – 6.
- 2005 – 4.
- 2006 – 3.
- 2007 - 6.
- 2008 - 9.
- 2009 - nedryking 16.
- 2010 - 8. superettan
- 2011 - 11. superettan
- 2012 - 4. superettan
- 2013 - 5. superettan
- 2014 - 1. superettan oprykning
- 2015 - 11.
- 2016 - 11.
- 2017 - 9.
- 2018 - 4.
- 2019 - 3.
- 2020 - 8.
- 2021 - 5.
- 2022 - 3.
- 2023 - 7.
- 2024 - 2.

## Øvrigt
- Flest allsvenskan kampe: Kenneth "Kenta" Ohlsson, 333 kampe
- Flest scorede mål: Billy Ohlsson, 128 styk. Dog kun 94 i selve allsvenskan.Han blev i 1985 kåret som Allsvenskans skyttekonge.
- Publikumsrekord: 35 929, Hammarby IF – IFK Lidingö, Råsunda Stadion, 14 september 1941.

## Stjerne Hammarbyspillere
- Lennart "Nacka" Skoglund Udover en stor fodboldspiller, var han også musiker
- Ronnie Hellström En populær målmand – blev anset for en af verdens bedste målmænd